# Groupe des Écoles centrales
Pour les articles homonymes, voir École centrale et École centrale (Révolution française).
Le Groupe des Écoles centrale, appelé précédemment Intergroupe des Écoles centrale, est un groupe d’écoles d’ingénieurs créé en 1990 associant :
- CentraleSupélec ;
- Centrale Lyon ;
- Centrale Nantes ;
- Centrale Lille ;
- Centrale Méditerranée (intégrée en 2006) ;
- l’École centrale de Pékin (ouverte en 2005) ;
- la Mahindra École Centrale (ouverte[2] en 2014) ;
- l'École centrale de Casablanca (ouverte en 2015).

dans le but d'accroître leur rayonnement, tant en France qu'à l’international, et promouvoir le programme centralien de formation d'ingénieurs (grade 300 ECTS).
- la Mauritius École centrale qui est pour l'instant et depuis 2016 un campus de l’École centrale de Nantes[3].

## Fonctionnement des Écoles Centrale
La charte du Groupe des Écoles Centrale précise que les Écoles Centrale partagent une même culture au service de l’entreprise notamment par un programme de formation de l'ingénieur Centralien, pluridisciplinaire et à haut niveau de compétences, appuyé sur :
- une formation généraliste de base, correspondant au tronc commun, durant les deux premières années d’études ;
- un large éventail d’options d'approfondissement en troisième année d’études ;
- des collaborations avec le monde professionnel et les partenaires internationaux ;
- des laboratoires de recherche intégrés dans l’établissement ;
- une formation toujours en lien avec la recherche et les travaux d’études ;
- un seul titre d’ingénieur par école destiné à l’ensemble des secteurs de l’activité industrielle et économique.

Le recrutement des élèves-ingénieurs dans les Écoles Centrale de France se fait principalement sur concours après les classes préparatoires aux grandes écoles. La voie d’accès principale pour les Centraliens est le concours Centrale-Supélec, sur le programme des filières de classes préparatoires MP, PSI, PC, PT, TSI pour les candidats présents en France ou résidant au Maroc, Liban, Tunisie, Gabon ou Côte d'Ivoire.
Des admissions d'élèves-ingénieurs dans les Écoles Centrale s'effectuent également sur concours après une classe préparatoire ATS. Toutes les Écoles Centrale ne sont cependant pas disponibles sur ce concours.
Des admissions d'élèves-ingénieurs dans les Écoles Centrale s'effectuent aussi par le processus CASTing (Concours d'Admission sur Titre Ingénieur) pour des candidats titulaires d'un diplôme de licence scientifique (L3) conforme au système LMD européen ou pour des candidats titulaires d'un diplôme de Bachelor.
Des admissions d'élèves-ingénieurs dans les Écoles Centrale s'effectuent également par le processus de sélection internationale TIME donnant accès à un cursus de double diplôme pour des étudiants issus de certaines écoles ou universités d'Europe et de certaines écoles ou universités du Canada, de Chine, du Chili, du Brésil, de l'Indonésie, du Japon ou des États-Unis, et venant étudier deux ans dans une École centrale en France.

## Recherche et innovation
Les Écoles Centrale sont impliquées dans 38 laboratoires de recherche, dont certains sont communs à plusieurs Écoles Centrale permettant d'élaborer des synergie de recherche (e.g. moyens des laboratoires de Procédés), de créer des laboratoires trans-centrale (Laboratoire de Génie Industriel).
Les Écoles Centrale cohabilitent des Masters Recherche communs
- Master M2 centrale génie industriel - modélisation et management des organisations (Paris, Lille, Nantes)
- Master M2 catalyse et procédés (Lille, Chimie Lille, IFP - École nationale supérieure du pétrole et des moteurs)
- Mastère Systèmes de transports ferroviaires et guidés (Centrale Lille et autres partenaires)

Les Écoles Centrale et leurs laboratoires de recherche sont associés à des Écoles doctorales et des Communautés d'universités et établissements (ComUE).
- CentraleSupélec fait partie des Écoles doctorales associées à la ComUE Université Paris-Saclay.
- Centrale Lyon est membre fondateur de la ComUE Université de Lyon.
- Centrale Nantes est associée aux Écoles doctorales de Nantes Université.
- Centrale Lille est membre fondateur de la ComUE Université Lille Nord de France.
- Centrale Méditerranée est associée aux Écoles doctorales d'Aix-Marseille Université.

Les Écoles Centrale sont habilitées à délivrer le diplôme national de Docteur sous leur propre nom :
- Docteur de CentraleSupélec,
- Docteur de l'École centrale de Lyon.
- Docteur de l'École centrale de Nantes.
- Docteur de l'École centrale de Lille.
- Docteur de l'École centrale de Marseille

Les candidats doctorants doivent postuler directement auprès de l'un des 38 laboratoires associés aux Écoles Centrale.
Des laboratoires de recherche académique ou de recherche industrielle des Écoles centrales ont obtenu la labellisation Instituts CARNOT :
- Des labos de recherche de CentraleSupélec font partie de l'Institut CARNOT C3S.
- Des labos de recherche de l'École centrale de Lyon font partie de l'Institut CARNOT I@L.
- Des labos de recherche de l'École centrale de Lille font partie de l'Institut Carnot ARTS.

## Ouverture internationale et mobilité
Les Écoles Centrale sont caractérisées par une grande ouverture internationale, dans le domaine académique et de recherche que dans le domaine des relations industrielles.
Le réseau Top Industrial Managers for Europe (TIME) et les programmes ERASMUS-SOCRATES favorisent la mobilité internationale des Élèves et des Chercheurs.
La mobilité entre Écoles Centrale est aussi favorisée.

## Confédération des associations centraliennes
La Confédération des Associations Centraliennes et Supélec (CACS) associe l'Association CentraleSupelec Alumni, fusion de l'Association des Centraliens (créée en 1862) et de l'Association des Supélec (créée en 1895), l'Association des Centraliens de Lyon (créée en 1866), l'Association des Centraliens de Lille (créée en 1877), l'Association des Centraliens de Nantes (créée en 1922) et l'Association des Centraliens de Marseille (créée en 2006).
Ces associations permettent d'animer un réseau de 100 000 diplômés dans plus de 80 pays et organisent chaque année des événements à Paris, en régions, à l'international. L'accès au calendrier des activités et manifestations centraliennes (pages publiques et pages à accès contrôlé) s'effectue au travers des sites des Associations, ou du site de l'intergroupe professionnel Centrale-Énergies.

## Actions communes
Des moyens ont été mis en commun entre Écoles Centrale :
- Centrale carrières[5] est un service commun d'annuaire et d'offres d'emplois (Participants : École centrale de Lille, École centrale de Lyon, Centrale Méditerranée et École centrale de Nantes)
- Centrale innovation est une filiale de valorisation de la recherche (Participants : École centrale de Lyon, Centrale Méditerranée et École centrale de Nantes)
- Centrale initiatives est une fondation de soutien aux écoles, notamment au travers de chaires d'enseignement soutenues par des entreprises (Participants : École centrale de Lille, Centrale Méditerranée et École centrale de Nantes)

## Le groupe des Écoles Centrale et ses villes
L'histoire de la création des Écoles Centrale dans différentes villes en France et la propagation du modèle centralien dans les pays voisins (Belgique, Suisse, Espagne) résulte de la révolution industrielle en Europe et met en évidence la communauté de destin au XIXe siècle et au XXe siècle des "écoles non dépendantes de l'université mais financées localement. C'est le cas des écoles qui rejoindront plus tard le groupe de Centrale. On peut classer dans cette catégorie l'École centrale de Lyon, mais aussi, pour les villes qui nous intéressent, l'Institut industriel du Nord à Lille, l'école d'ingénieurs de Marseille et l'Institut polytechnique de l'Ouest à Nantes."
Après l'ouverture de l'École centrale de Pékin au cours des années 2000, une autre École centrale est ouverte en Inde à Hyderabad (Télangana) en association avec le groupe industriel Tech Mahindra : Mahindra École Centrale (depuis 2014).
Et une autre École centrale à Casablanca au Maroc qui a  ouvert ses portes en 2015.
Des projets sont en cours concernant une future école au Brésil.[réf. nécessaire]

### Dates clés pour l'expansion du modèle centralien
Les dates clés pour l'expansion du modèle centralien

d'ingénieurs civils pour l'industrie sont les suivantes :
- Révolution française et premier Empire : Sociétés savantes assurant des cours industriels universitaires à Paris, Lille, Mulhouse, Lyon
  - 1781 : Société savante à Paris : l'Athénée
  - 1785 : Société des sciences, de l'agriculture et des arts de Lille
- Restauration et révolution industrielle
  - 1829 : Création de l'École centrale des arts et manufactures de Paris (École centrale Paris)
  - 1836 : Création de l'École des mines du Hainaut, sur le modèle de l'École centrale (Faculté polytechnique de Mons)
  - 1850 : Création de Real Instituto Industrial par décret royal espagnol: Escuela Técnica Superior de Ingenieros Industriales de Madrid, Escola Tècnica Superior d'Enginyeria Industrial de Barcelona et Université polytechnique de Valence, inspirées du modèle de l'École Centrale
  - 1853 : Création de l'École spéciale de Lausanne, inspirée du modèle de l'École Centrale Paris (École polytechnique fédérale de Lausanne)
  - 1854 : Création de l'École des arts industriels et des mines de Lille, sur le modèle de l'École centrale (École centrale de Lille)
  - 1857 : Création de l'École centrale lyonnaise pour l'Industrie et le Commerce, sur le modèle de l'École centrale (École centrale de Lyon)
- Second Empire et Université de France
  - 1862 : Dénomination École Impériale des Arts et Manufactures de Paris (École centrale Paris)
  - 1862 : Dénomination École Impériale des Arts Industriels et des Mines de Lille (École centrale de Lille)
- Troisième république et expansion économique
  - 1871 : Dénomination École centrale des arts et manufactures de Paris (École centrale Paris)
  - 1872 : Dénomination Institut industriel du Nord substituée à l'École impériale des arts industriels et des mines (École centrale de Lille)
  - 1891 : Création de l'École d'ingénieurs de Marseille (Centrale Méditerranée)
  - 1909 : Création de l'École Supérieure de Chimie de Marseille (Centrale Méditerranée)
  - 1919 : Création de l'Institut polytechnique de l'Ouest (École centrale de Nantes)
- Quatrième république et Trente Glorieuses
  - 1947 : Dénomination École nationale supérieure de mécanique de Nantes (École centrale de Nantes)
- Cinquième république et révolution de l'information
  - 1959 : Création de l'École nationale supérieure de physique de Marseille (Centrale Méditerranée)
  - 1968 : Concours Centrale-Supélec
  - 1970 : Dénomination École centrale de Lyon
  - 1991 : Dénomination École centrale de Lille
  - 1991 : Dénomination École centrale de Nantes
  - 2005 : Création de l'École centrale de Pékin
  - 2006 : Dénomination École centrale de Marseille
  - 2013 : Création[7] de Mahindra École Centrale
  - 2014 : Création de l'École centrale de Casablanca et inauguration de Mahindra École Centrale
  - 2015: Fusion de l'Ecole Centrale Paris avec Supélec, devenant CentraleSupélec
  - 2023 : Changement de nom[10] de l'École Centrale de Marseille en Centrale Méditerranée

### L'ancrage régional de chaque École centrale
« L'esprit de la loi LRU (Loi de Responsabilisation et d'Autonomie des Universités) prévoit que les établissements s'organisent en pôles géographiques proches» : en France, les Écoles centrales sont les pivots d'alliances avec d'autres établissements d'enseignement supérieur qui leur sont proches et membres d'un pôle de recherche et d'enseignement supérieur de leur région.
| École centrale           | Membre d'une ComUE                     | Alliée à une École supérieure de commerce (double compétence ingénieur manageur) | Autres alliances                                                                |
| CentraleSupélec          | Université Paris-Saclay (2015)         | ESSEC (2009), ESCP Europe (2006)                                                 | Collège des hautes études de l'environnement et du développement durable (1995) |
| École centrale de Lille  | Université Lille Nord de France (2008) | EDHEC double diplôme SKEMA Business School (2003)                                | Faculté polytechnique de Mons (Architecture) (1989)                             |
| École centrale de Lyon   | Université de Lyon (2007)              | École de management de Lyon Business School (1998)                               | École nationale supérieure d'architecture de Lyon (2002)                        |
| École centrale de Nantes | Nantes Université (2022)               | Audencia (2009)                                                                  | École nationale supérieure d'architecture de Nantes                             |
| Centrale Méditerranée    | Aucune                                 | IAE Aix-en-Provence (2011) Kedge Business School (2012)                          | Institut d'études politiques d'Aix-en-Provence                                  |